# Beauvois-en-Vermandois
Pour les articles homonymes, voir Beauvois.
Beauvois-en-Vermandois est une commune française située dans le département de l'Aisne en région Hauts-de-France.

## Géographie
Par la route, Beauvois se situe à une douzaine de kilomètres à l'ouest de Saint-Quentin.

### Hydrographie
La commune est située dans le bassin Artois-Picardie. Elle n'est drainée par aucun cours d'eau.

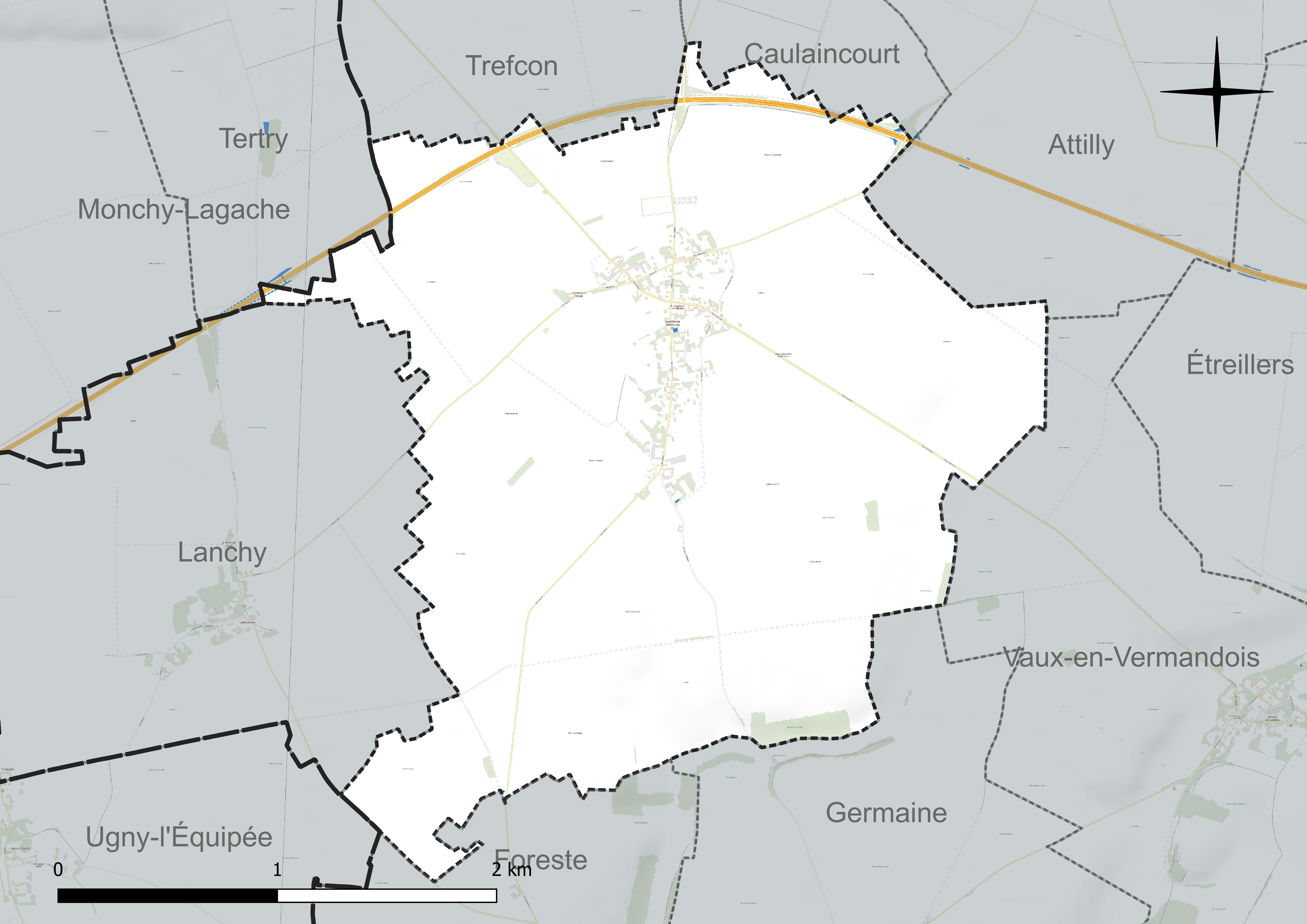
Réseau hydrographique de Beauvois-en-Vermandois.

### Climat
Pour des articles plus généraux, voir Climat des Hauts-de-France et Climat de l'Aisne.
En 2010, le climat de la commune est de type climat océanique dégradé des plaines du Centre et du Nord, selon une étude du CNRS s'appuyant sur une série de données couvrant la période 1971-2000. En 2020, Météo-France publie une typologie des climats de la France métropolitaine dans laquelle la commune est exposée à un climat océanique et est dans la région climatique Nord-est du bassin Parisien, caractérisée par un ensoleillement médiocre, une pluviométrie moyenne régulièrement répartie au cours de l'année et un hiver froid (3 °C).
Pour la période 1971-2000, la température annuelle moyenne est de 10,4 °C, avec  une amplitude thermique annuelle de 14,9 °C. Le cumul annuel moyen de précipitations est de 701 mm, avec 10,8 jours de précipitations en janvier et 9 jours en juillet. Pour la période 1991-2020 la température moyenne annuelle observée sur la station météorologique la plus proche, située sur la commune d'Estrées-Mons à 8 km à vol d'oiseau, est de 11,0 °C et le cumul annuel moyen de précipitations est de 647,5 mm,. Pour l'avenir, les paramètres climatiques de la commune estimés pour 2050 selon différents scénarios d'émission de gaz à effet de serre sont consultables sur un site dédié publié par Météo-France en novembre 2022.

## Urbanisme

### Typologie
Au 1er janvier 2024, Beauvois-en-Vermandois est catégorisée commune rurale à habitat dispersé, selon la nouvelle grille communale de densité à 7 niveaux définie par l'Insee en 2022.
Elle est située hors unité urbaine. Par ailleurs la commune fait partie de l'aire d'attraction de Saint-Quentin, dont elle est une commune de la couronne,. Cette aire, qui regroupe 120 communes, est catégorisée dans les aires de 50 000 à moins de 200 000 habitants,.

### Occupation des sols
L'occupation des sols de la commune, telle qu'elle ressort de la base de données européenne d'occupation biophysique des sols Corine Land Cover (CLC), est marquée par l'importance des territoires agricoles (94,4 % en 2018), une proportion identique à celle de 1990 (94,4 %). La répartition détaillée en 2018 est la suivante : 
terres arables (92,9 %), zones urbanisées (5,6 %), zones agricoles hétérogènes (1,5 %).
L'évolution de l'occupation des sols de la commune et de ses infrastructures peut être observée sur les différentes représentations cartographiques du territoire : la carte de Cassini (XVIIIe siècle), la carte d'état-major (1820-1866) et les cartes ou photos aériennes de l'IGN pour la période actuelle (1950 à aujourd'hui).

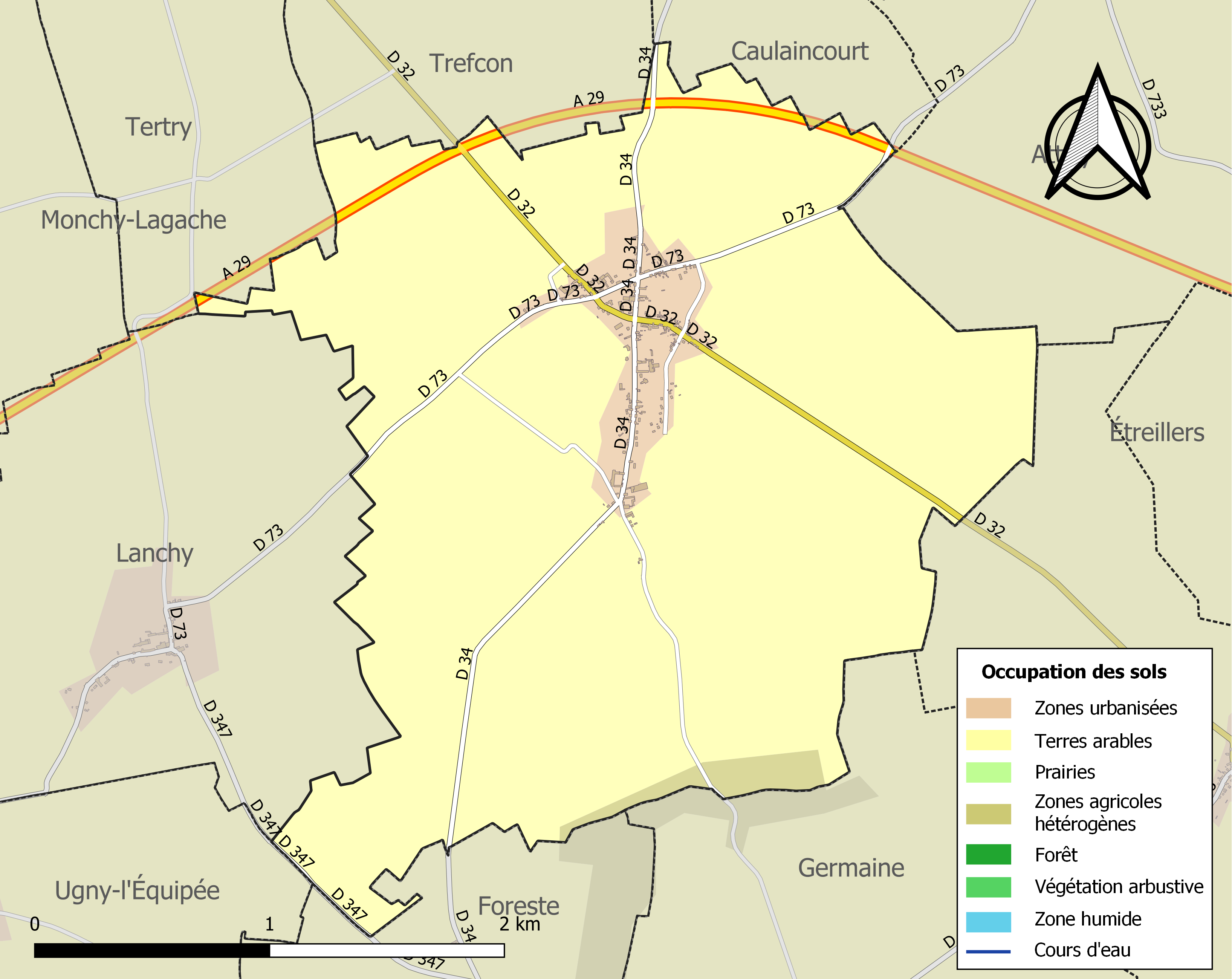
Carte des infrastructures et de l'occupation des sols de la commune en 2018 (CLC).

## Toponymie
Le village apparaît pour la première fois en 1145 sous le nom de Belvarium, puis curtis de Beauvoir en 1180 dans un cartulaire de l'abbaye d'Homblières, Biauvoir (Bellevue), Beauvoyr-et-Tombes en 1694. Ensuite Beauvoir sur la carte de Cassini vers 1750 puis l'appellation actuelle au XIXe siècle avec l'ajout de en Vermandois pour le différencier de Beauvois dans le Pas-de-Calais et de Beauvois-en-Cambrésis dans le Nord.
Le Vermandois est le pays qui est assimilé à l'arrondissement de Saint-Quentin.
Beauvois dépendait, avant le XIIIe siècle, de Tombes dont elle était un hameau.
 
Tombes est attesté sous la forme Tombe, in territorio de Tombis en 1243.

## Histoire
|  |
|  |

Le village érigé en paroisse en 1238, dépendait auparavant de Tombes. Ce hameau formait autrefois une paroisse avec Beauvois sur le vocable de Saint-Rémy qui dépendait du marquisat de Caulaincourt. Au début du XIXe siècle, Tombes se réduisait à une seule ferme qui a été détruite en 1818.
Droits de péage
Au début du XVIIIe siècle, de nombreuses marchandises transitaient sur les chemins passant à Beauvois. Un arrêt du Conseil d'État du Roi (Louis XV) du 7 septembre 1734 fixe les droits de vinage et de péage à Beauvois, Tombes, Verchi et Trefcon au profit du marquisat de Caulaincourt. « Pour un chariot chargé de drap, de toile, de mercerie, pelleterie ou ustensiles de ménage, le péage se montait à un sol ; un colporteur payait deux deniers... »
Carte de Cassini 
 
La carte de Cassini ci-contre montre qu'au milieu du XVIIIe siècle, Beauvois (écrit Beauvoir) est une paroisse. Un relais de poste établi dans le village permettait aux cavaliers ou diligences de disposer de chevaux frais : c'est pour cette raison que de nombreux chemins bordés d'arbres (en pointillés) passent à Beauvois.

Au sud, le hameau de Tombes et un moulin à vent en bois sont aujourd'hui disparus.
Guerre franco-allemande de 1870-1871

De nombreux combats se sont déroulés à Beauvois le 18 janvier 1871 avant la défaite de l'armée française,.
Première Guerre mondiale

Après la bataille des frontières du  7 au 24 août 1914, devant les pertes subies, l'état-major français décide de battre en retraite depuis la Belgique. Le 28 août 1914, les Allemands s'emparent du village et poursuivent leur route vers l'ouest. Dès lors commença l'occupation  qui dura jusqu'en octobre 1918. Pendant toute cette période, Beauvois restera loin des combats, le front se situant à une vingtaine de kilomètres à l'ouest vers Péronne. Le village servira de base arrière pour l'armée allemande.

En février 1917, le général Hindenburg décida de la création d'une ligne défense à l'arrière du front ; cette ligne Hindenburg de fortifications s'appuiera sur le canal de Saint-Quentin. Comme tous les villages se trouvant à l'avant de cette ligne, Beauvois sera rasé : l'église, l'école, et les habitations seront dynamitées et incendiées; tous les arbres seront sciés à 1 m du sol. Auparavant, les habitants du village seront évacués vers Vraignes-en-Vermandois qui sera épargné pour servir d'abri à la population civile.

Après l'Armistice, peu à peu, les habitants évacués sont revenus. Pour ceux qui furent de retour commença une longue période de plus de dix ans de reconstruction des habitations (maisons provisoires), des fermes, des bâtiments publics, des routes et la population de 465 habitants en 1911 ne sera plus que de 284 en 1921.

Vu les souffrances endurées par la population pendant les quatre années d'occupation et les dégâts aux constructions, la commune s'est vu décerner la Croix de guerre 1914-1918 (France) le 17 octobre 1920.

Sur le monument aux morts sont inscrits les noms des 12 soldats de la commune morts pour la France ainsi que de 5 victimes civiles.

## Politique et administration

### Découpage territorial
La commune de Beauvois-en-Vermandois est membre de la communauté de communes du Pays du Vermandois, un établissement public de coopération intercommunale (EPCI) à fiscalité propre créé le 31 décembre 1993 dont le siège est à Bellicourt. Ce dernier est par ailleurs membre d'autres groupements intercommunaux.
Sur le plan administratif, elle est rattachée à l'arrondissement de Saint-Quentin, au département de l'Aisne et à la région Hauts-de-France. Sur le plan électoral, elle dépend du  canton de Saint-Quentin-1 pour l'élection des conseillers départementaux, depuis le redécoupage cantonal de 2014 entré en vigueur en 2015, et de la deuxième circonscription de l'Aisne  pour les élections législatives, depuis le dernier découpage électoral de 2010.

### Administration municipale
| Période                                  | Période                    | Identité            | Étiquette | Qualité                                    |
| ---------------------------------------- | -------------------------- | ------------------- | --------- | ------------------------------------------ |
| Les données manquantes sont à compléter. |                            |                     |           |                                            |
| avant 1876                               | après 1877                 | Decagny             |           |                                            |
| mars 2001                                | mai 2020                   | Jean-Marie Tampigny | LR        | Industriel Réélu pour le mandat 2014-2020, |
| mai 2020                                 | En cours (au 20 juin 2020) | Bruno Lefèvre       |           | Entrepreneur en travaux agricoles          |

## Démographie
L'évolution du nombre d'habitants est connue à travers les recensements de la population effectués dans la commune depuis 1793. Pour les communes de moins de 10 000 habitants, une enquête de recensement portant sur toute la population est réalisée tous les cinq ans, les populations de référence des années intermédiaires étant quant à elles estimées par interpolation ou extrapolation. Pour la commune, le premier recensement exhaustif entrant dans le cadre du nouveau dispositif a été réalisé en 2008.

En 2022, la commune comptait 257 habitants, en évolution de −6,55 % par rapport à 2016 (Aisne : −1,97 %, France hors Mayotte : +2,11 %).
| 1793 | 1800 | 1806 | 1821 | 1831 | 1836 | 1841 | 1846 | 1851 |
| ---- | ---- | ---- | ---- | ---- | ---- | ---- | ---- | ---- |
| 578  | 520  | 561  | 592  | 694  | 682  | 670  | 722  | 756  |

| 1856 | 1861 | 1866 | 1872 | 1876 | 1881 | 1886 | 1891 | 1896 |
| ---- | ---- | ---- | ---- | ---- | ---- | ---- | ---- | ---- |
| 697  | 684  | 744  | 747  | 708  | 660  | 624  | 602  | 593  |

| 1901 | 1906 | 1911 | 1921 | 1926 | 1931 | 1936 | 1946 | 1954 |
| ---- | ---- | ---- | ---- | ---- | ---- | ---- | ---- | ---- |
| 583  | 543  | 465  | 284  | 304  | 308  | 290  | 282  | 304  |

| 1962 | 1968 | 1975 | 1982 | 1990 | 1999 | 2006 | 2008 | 2013 |
| ---- | ---- | ---- | ---- | ---- | ---- | ---- | ---- | ---- |
| 307  | 261  | 275  | 258  | 304  | 306  | 283  | 277  | 284  |

| 2018 | 2022 | - | - | - | - | - | - | - |
| ---- | ---- | - | - | - | - | - | - | - |
| 260  | 257  | - | - | - | - | - | - | - |

## Culture locale et patrimoine

### Lieux et monuments
- Église de Notre-Dame-de-l'Assomption.
- Chapelle Notre-Dame-de-Bon-Secours de Beauvois-en-Vermandois.
- Réplique de la grotte de Lourdes.
- Calvaire.
- Monument aux morts.
- Monument de 1870-1871.

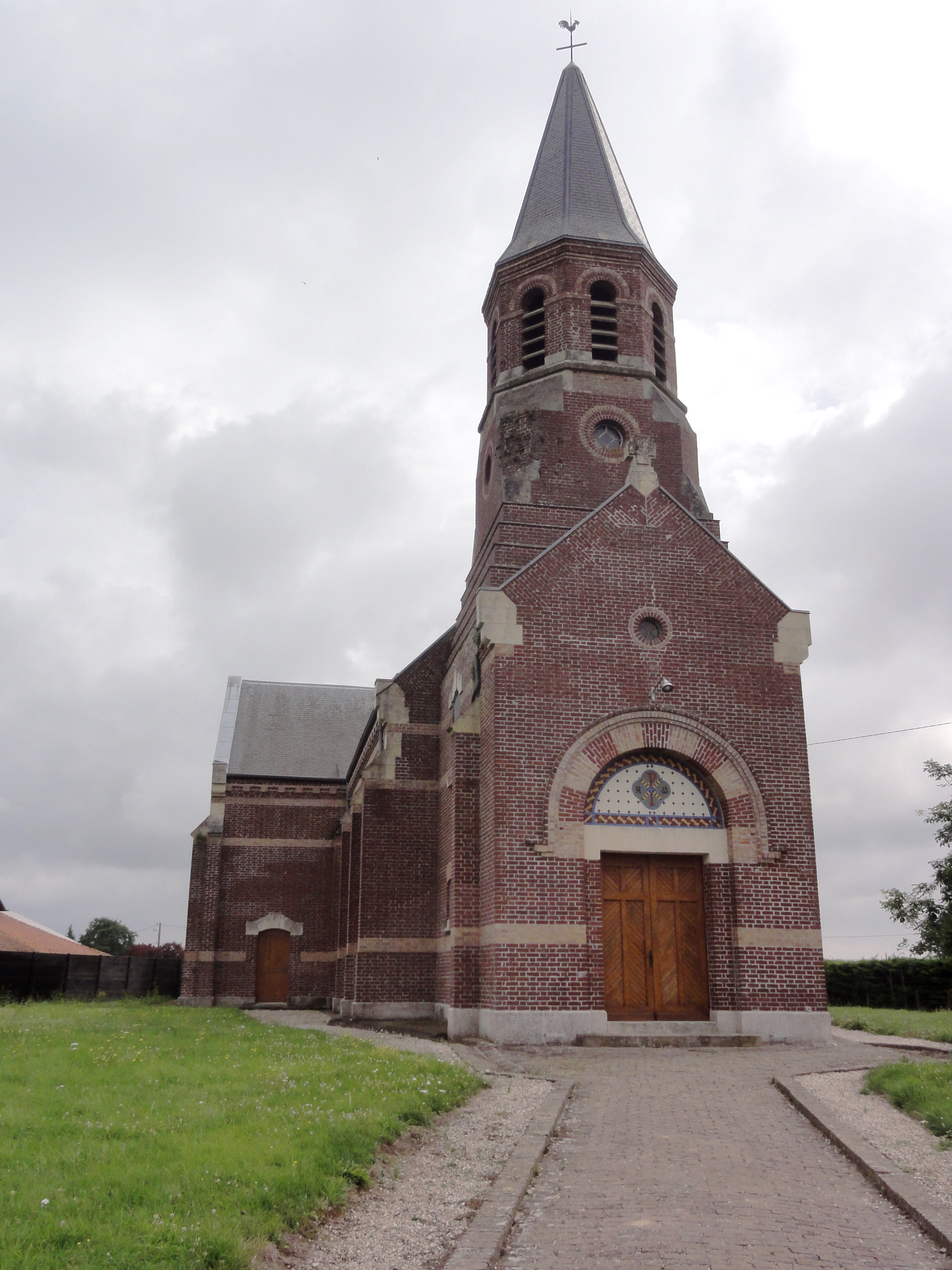
Église.
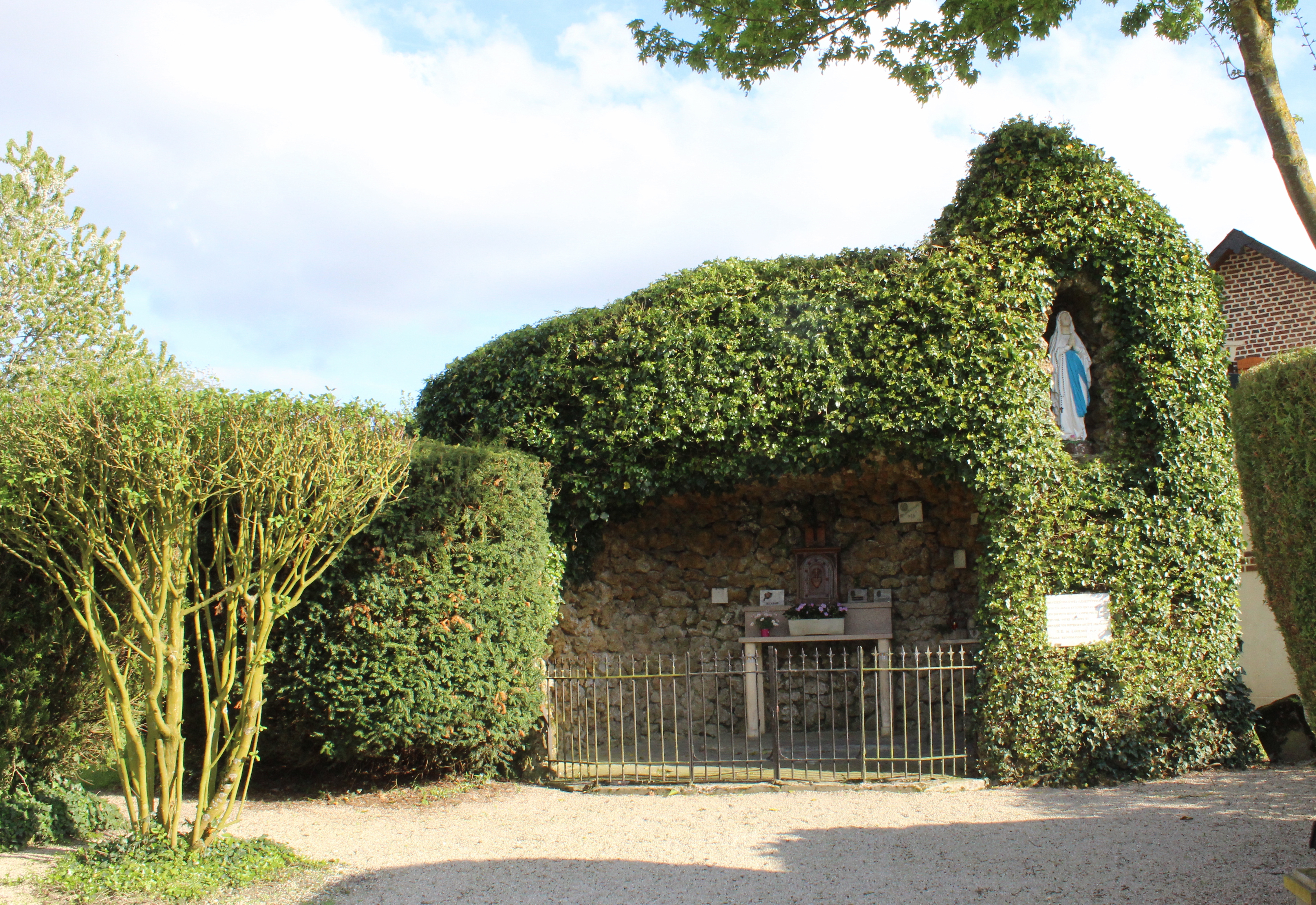
Grotte de Notre-Dame-de-Lourdes.
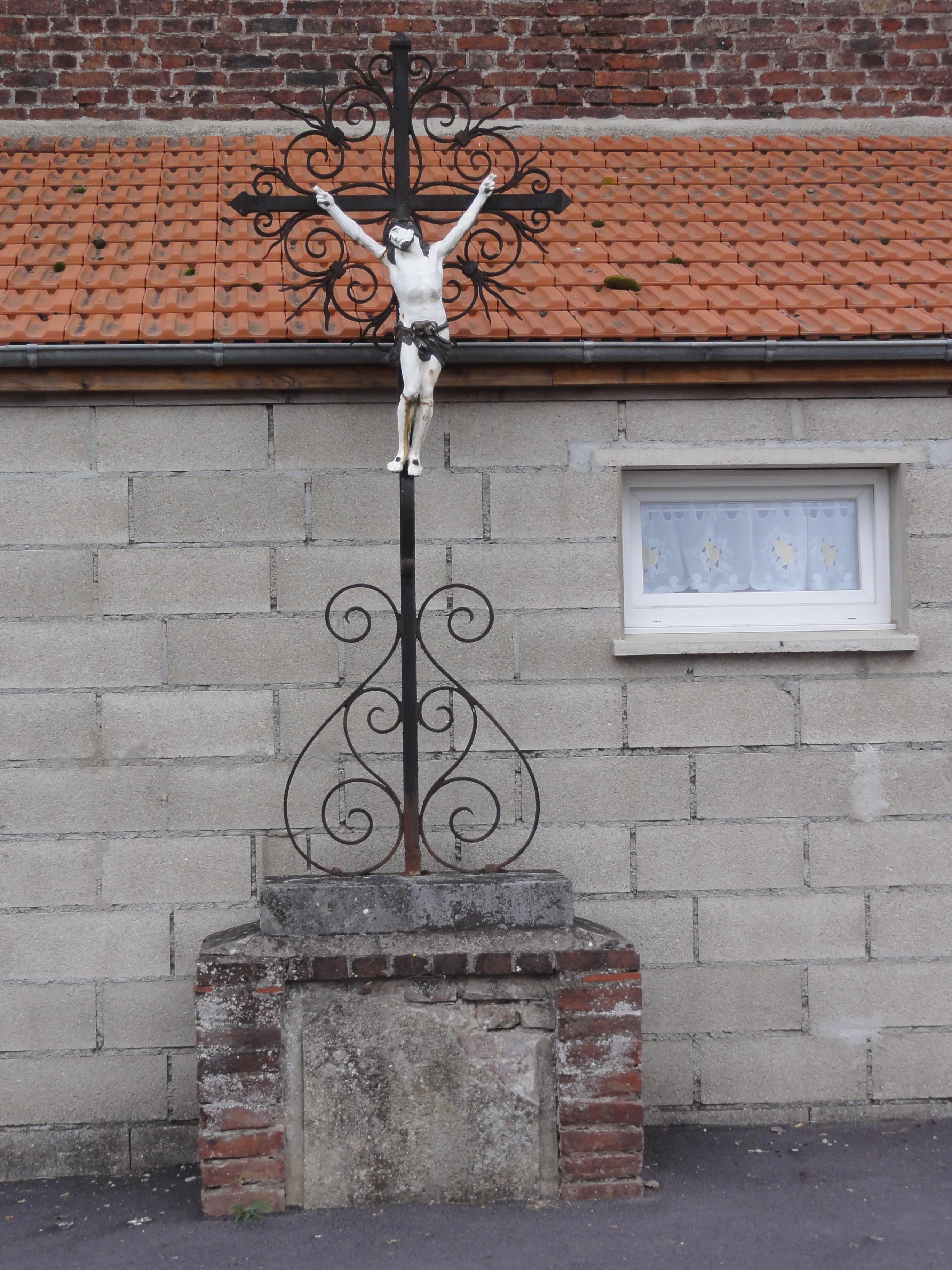
Calvaire.

### Héraldique
| Blason de Beauvois-en-Vermandois | Blason  | De sinople à la coupe fermée d'or.               |
| Blason de Beauvois-en-Vermandois | Détails | Le statut officiel du blason reste à déterminer. |

### Parc public
À partir d'une ancienne mare-abreuvoir a été aménagé un espace détente avec bancs, plantation d'arbres fruitiers et de plantes aromatiques à disposition des habitants.

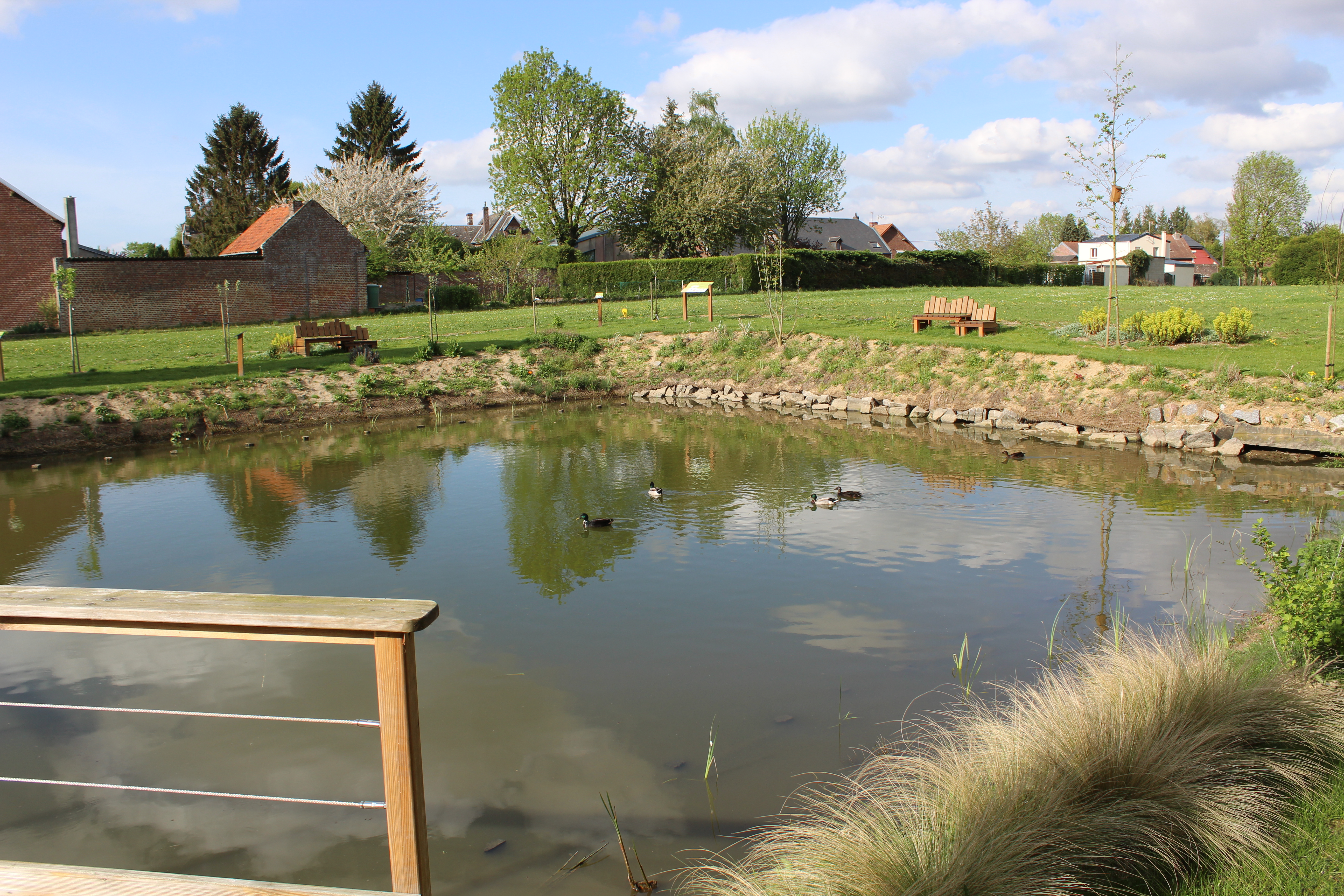
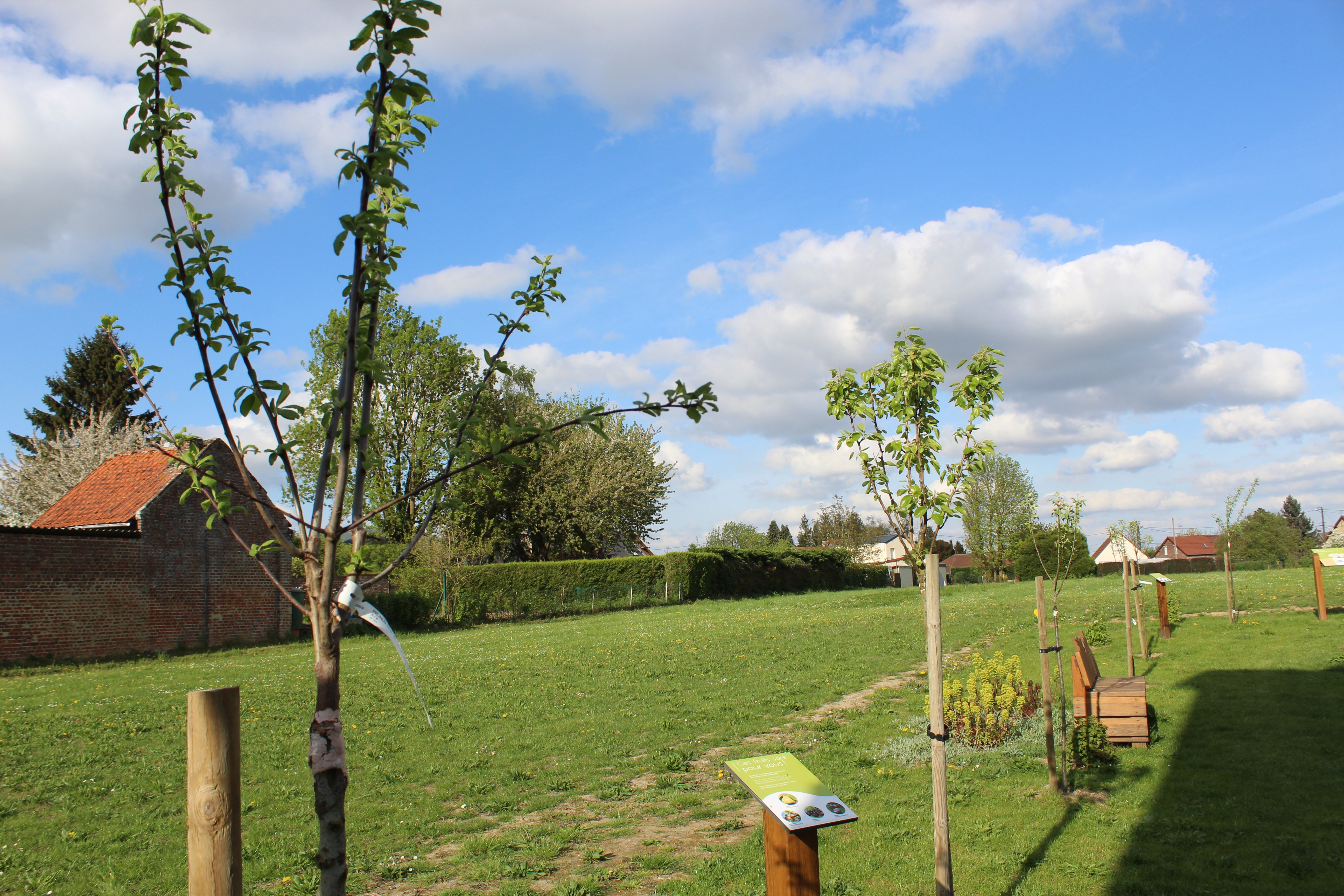

### Personnalités liées à la commune
- Jean-Pierre Semblat, picardisant.
- Gérard Guerbette, poète natif de la commune.

## Pour approfondir